# Rio Manhuaçu
O rio Manhuaçu é um curso de água do estado de Minas Gerais, Região Sudeste do Brasil, pertencente à bacia do rio Doce. Nasce no distrito de São João do Manhuaçu, em Manhuaçu, percorrendo 333,3 km até sua foz na margem direita do rio Doce em Aimorés.
Constitui o tributário de maior extensão do rio Doce. Poucos quilômetros a jusante de sua nascente encontra o ribeirão São Luís, onde adquire considerável volume. No entanto, seu maior afluente é o rio José Pedro. Sua bacia hidrográfica conta com área total de 9 370 km² e abrange 26 municípios, sendo alguns: Aimorés, Alvarenga, Caratinga, Conselheiro Pena, Inhapim, Luisburgo, Manhuaçu, Pocrane, Simonésia e Taparuba.
O curso e sua bacia sofrem com a carência de tratamento de esgoto nas cidades, poluição urbana, erosão e assoreamento, contribuindo com a poluição do rio Doce. A agricultura e a pecuária praticadas em regiões de nascentes ajudam a alimentar o quadro de degradação.